# 解放巴黎
解放巴黎，是指第二次世界大战中盟军从德国人手中夺回对巴黎控制权的战斗。战斗自1944年8月19日起，至8月25日德国守军投降为止。

## 背景
自1940年法國戰役後，法國落入納粹德國的軍事佔領，西歐被納粹德國的統治。而盟軍在1944年發動反攻西歐，1944年6月6日盟軍在諾曼第登陸成功。此后盟军在诺曼底地区的军事行动进展顺利，到8月初提前达到了大君主作戰的目标，控制了诺曼底地区的大部分。

## 巴黎市民起義
諾曼第地區落入盟軍控制後，盟軍部隊已接近原來的法國首都巴黎。而在巴黎的法国抵抗力量亦於8月19日響應盟軍，發動起義驅逐駐守巴黎的德軍。當中原屬維希法國，指揮過萬警力的巴黎警察局亦轉投起義軍旗下加入起義。而德國方面，駐守巴黎約2萬正規軍，其中5千是駐守城中。雙方軍隊爆發激烈巷戰。

## 盟軍進攻巴黎
由於法國抵抗運動傷亡慘重，起義軍戰鬥力及武器遠遠不及受過訓練的德國正規軍，加上物資彈藥不足，因此起義軍派出特使向盟軍正規軍求援。但按照當時盟軍計劃，盟軍打算於諾曼第登陸後繞過巴黎直接進攻德國境內，避免進入城市進行巷戰，因此當時前線指揮的盟軍將領拒絕法國游擊隊的求助。但自由法國領䄂夏爾·戴高樂的遊說下盟軍最高決策層決定改變計劃，派出法國第2裝甲師向巴黎进攻，24日勒克萊爾師的先头部队进入巴黎与德军交火，25日法军对守城德军指挥官迪特里希·馮·寇爾蒂茨中將发出最后通牒。希特勒在先前處決企圖暗殺他的管理巴黎高階將領們後，也許是出於對法國的報復，便計畫進行在某个时刻必須毀滅巴黎的事前準備，因此指派有著城市破壞者別名的馮·寇爾蒂茨來到巴黎，他也依照指示將大量的炸藥運往巴黎的某處，準備隨時讓巴黎成為焦土，然而馮·寇爾蒂茨最終决定向盟军投降而没有执行希特勒发出的死守或與摧毀巴黎的命令。後來他本人於1964年在巴登-巴登家中受訪時解釋了他抗命的原因：「如果這是我首次抗命的話，是因為我知道希特勒是個瘋子」，但是跟後來變節或是向盟軍投降的其他德軍一樣，馮·寇爾蒂茨可能只是在看到德國的未來敗局後想以此來避免遭到審判。
同一天戴高樂抵達巴黎市政府大廈发表演讲，宣布解放巴黎，26日和29日第2装甲师和随后到达的美军陸軍第28步兵师在香榭丽舍大道举行了阅兵式，以庆祝巴黎的解放。
此次战斗中法国抵抗力量和市民约有1,500人死亡，法军伤亡约300人；德军约3,200人死亡，5,000人受傷，12,800人被俘。